# Личівка
Ли́чівка — село в Україні, у Наркевицькій селищній територіальній громаді Хмельницького району Хмельницької області.

## Назва
Назва села походить від вихідців з Литви, котрі вперше тут поселилися і спочатку село називалося «Литівка».

## Географія
Розташоване на лівому березі Бужка, лівої притоки Південного Бугу.

## Історія
У XVI столітті село належало князям Острозьким. В 1593 р. село було спустошене татарами. Возні Криштоф Щука і Станіслав Янковський доповідали Луцькому міському суду 7 грудня 1601 р. про те, що вони «были в попаленных селах пана воеводы Волынского, волости Базалийской, у тому числі и селе Лычовце» і знайшли, що «они пусты и людей в них нимаш». Село відновилося лише через десяток років.
Після згасання роду Острозьких в 1620 р. село розділило історичну долю інших володінь, які входили до складу так званої Острозької ординації. По відомій Кольбушівській транзакції село дісталося Ігнатію Сапєзі, воєводі Мстиславському у 1758 р. А пізніше землями у селі володіла поміщиця Залєвська, яка здавала ці землі в оренду Феліксу Мінькевичу та його дружині. У 1758 р. в селі побудована невеличка церква в ім'я Успіня Пресвятої Богородиці. Церква була спочатку греко-католицькою, пізніше православною. Нову дерев'яну церкву та дзвіницю збудували у 1888 р. по плану архітектора Скуратова майстром Федором Фарворовським. Церковну бібліотеку започаткував священик Ігнатій Таранович. Вона складалася із 61 книги, які були надруковані у Львові та Почаєві. Священик І. І. Таранович похований у церковному дворі. З кінця XVIII ст. і до кінця XIX ст. священиками церкви були М.Москалевич, Г.Москалевич, С.Янчинський, І.Таранович, а псаломщиком наприкінці XIX ст. — П.Комарницький. До складу церковного приходу Личівки входили православні віруючі сіл Пеньківці і Собківці.
У 1896 р. в селі було 59 дворів і 496 жителів. Церковно-парафіяльну школу відкрили у 1876 р., в 1895 р. в ній навчалися 19 хлопчиків і 12 дівчаток. На утримання школи сільська громада виділяла 70 крб щорічно. Земельні наділи в селян становили 6 моргів. Крім землеробства селяни займалися ткацтвом, деревообробним промислом, шили чоботи. У XIX — першій половині XX ст. в селі були вітряк і млин.

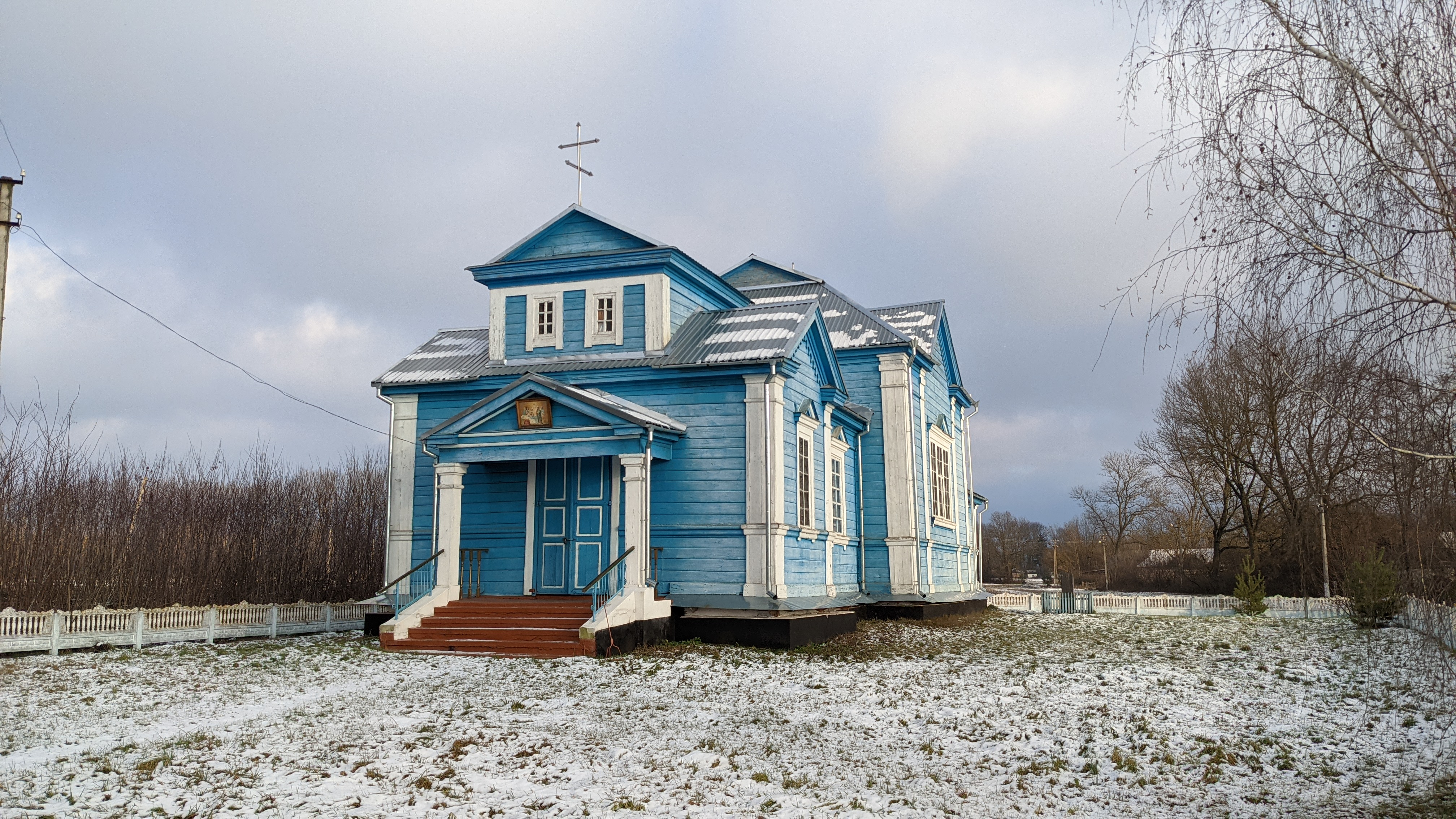
Дерев'яна церква

У роки Німецько-радянської війни радянські партизани із загону ім. Кутузова розгромили в селі підрозділ мадярських окупантів. За мужність, проявлену у роки Німецько-радянської війни 57 жителів села нагороджено орденами і медалями СРСР. Після війни було побудовано кузню, конюшню, зернотік, столярну майстерню, фельдшерсько-акушерський пункт, магазин, дитячі ясла.
У першій половині 50-х років на південних пагорбах в околицях Личівки насадили мішаний ліс.
З 1958 по 1980 р. місцевий колгосп «Аврора» очолював Коломієць Микола Тимофійович. Колгосп спеціалізувався на вирощуванні цукрових буряків та пшениці. П'ятисотенні рубежі в урожайності цукрових буряків долали ланки Гуляк Ольги, Рудюк Євгени у 60-х роках та механізована ланка Коцюка Анатолія у першій половині 70-х років. У 1963 р. до колгоспу Личівки приєднали Шмирківський колгосп.
Протягом 1950—1990 рр. успішно розвивалося колгоспне городництво. За високі показники у вирощуванні зернових та технічних культур голову колгоспу М. Т. Коломійця було нагороджено орденом «Знак Пошани».
У 1970 р. Личівка була центром сільської ради, до складу якої входило с. Шмирки. В селі знаходилася бригада колгоспу «Аврора», яка вирощувала зернові і технічні культури. Крім того працювали тваринницька ферма, свиноферма, вівцеферма та птахо-ферма.
У 1970 р. в селі проживали 506 чоловік. В селі діяли початкова школа, клуб, бібліотека, фельдшерсько-акушерський пункт.
9 квітня 2024 року селі Личівка парафія церква Успіння Пресвятої Богородиці перейшла з Московського патріархату в Православну Церкву України.

## Населення
Населення становить 332 особи на 2001 рік.
Станом на 01.09.2010 рік у селі проживає 238 жителів.

## Галерея

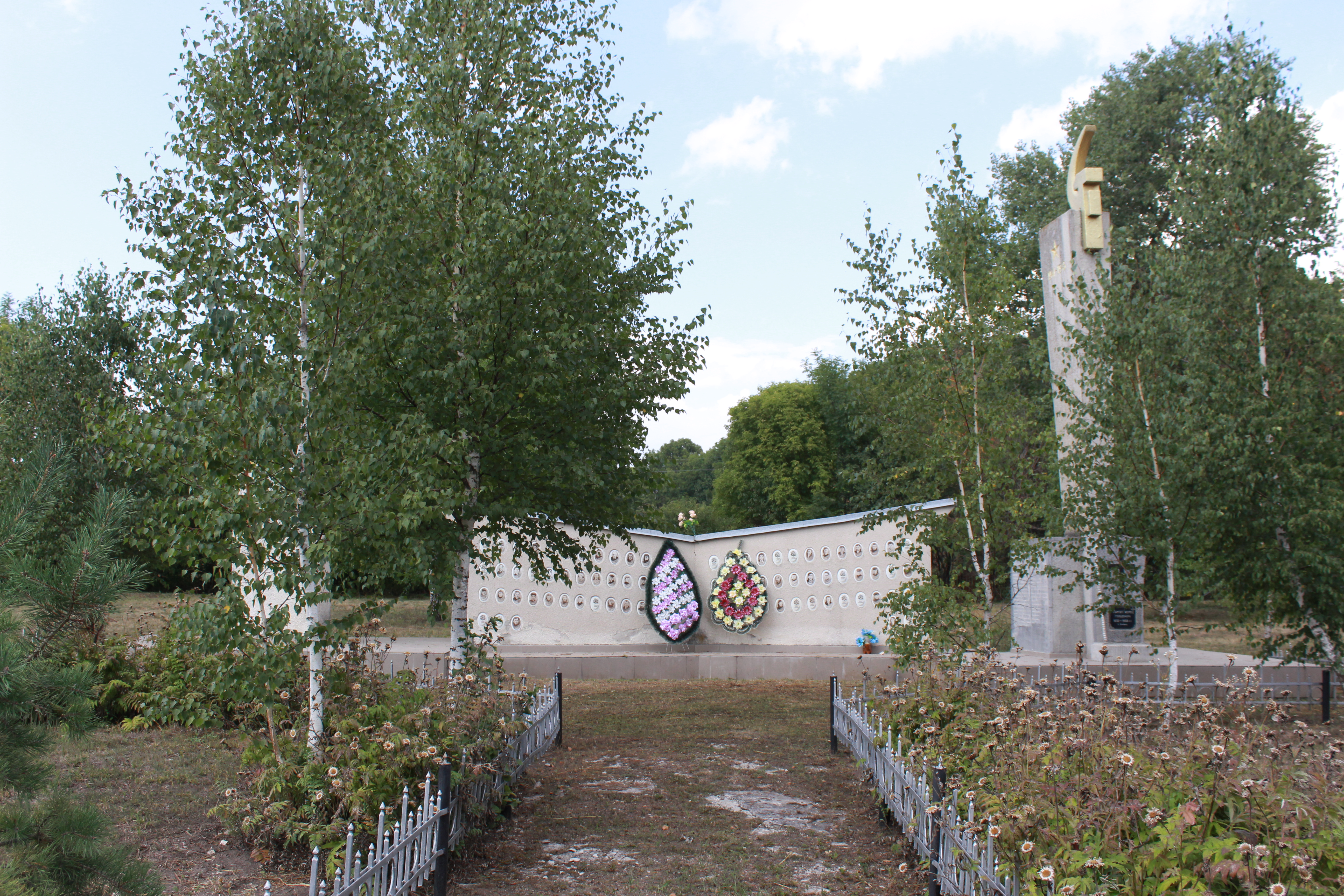
Пам'ятний знак на честь воїнів-односельчан
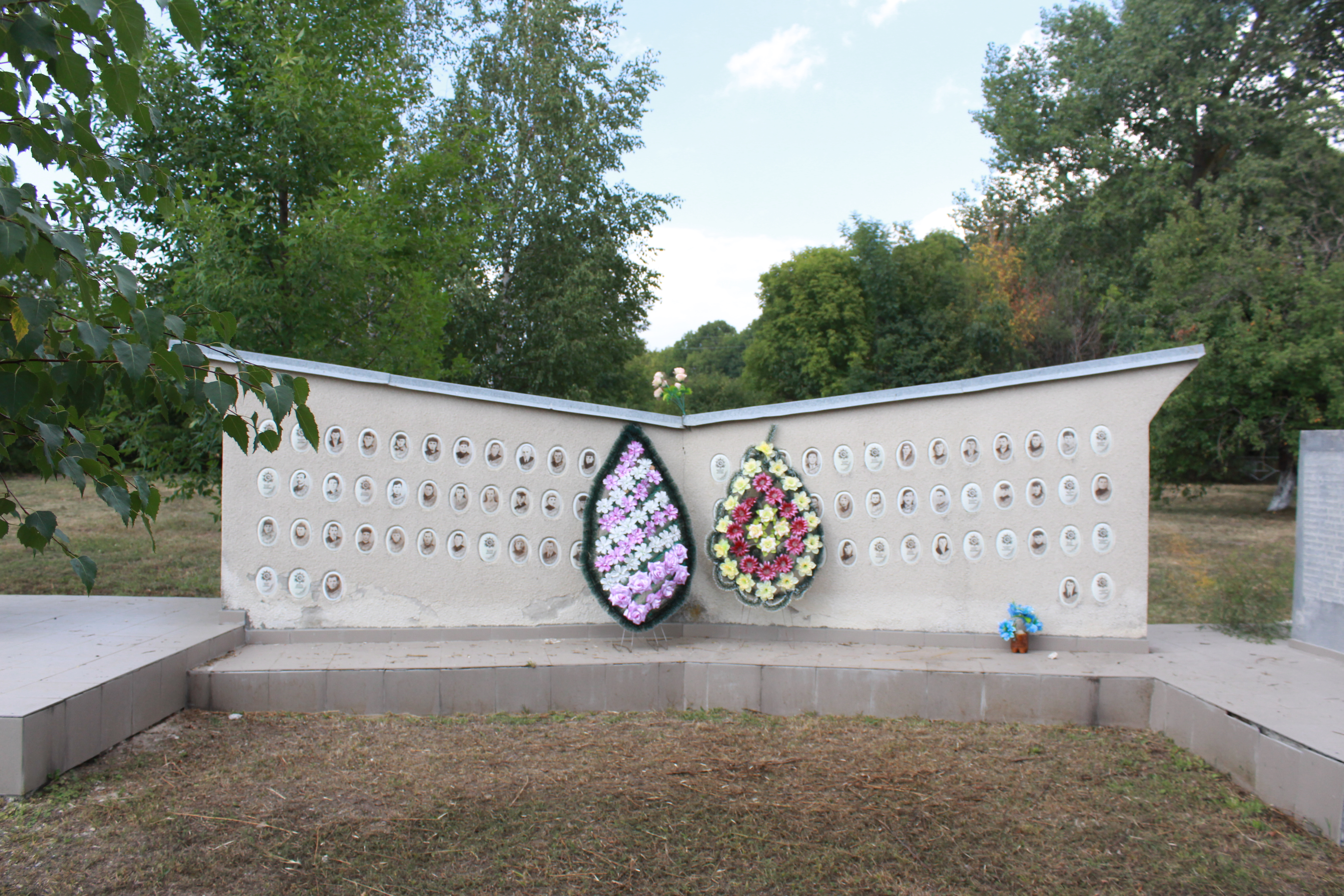
Пам'ятний знак на честь воїнів-односельчан
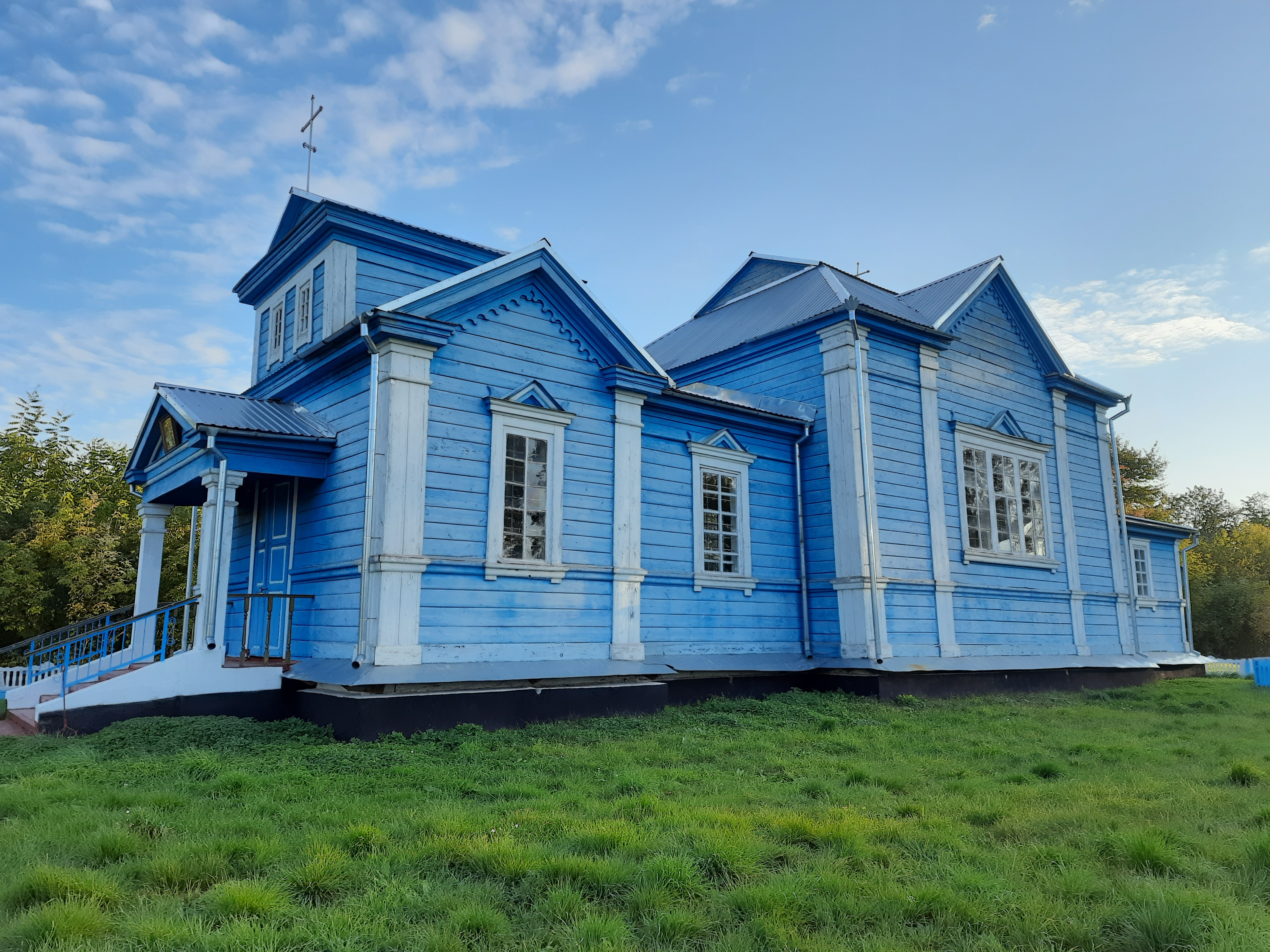
Успенська церква
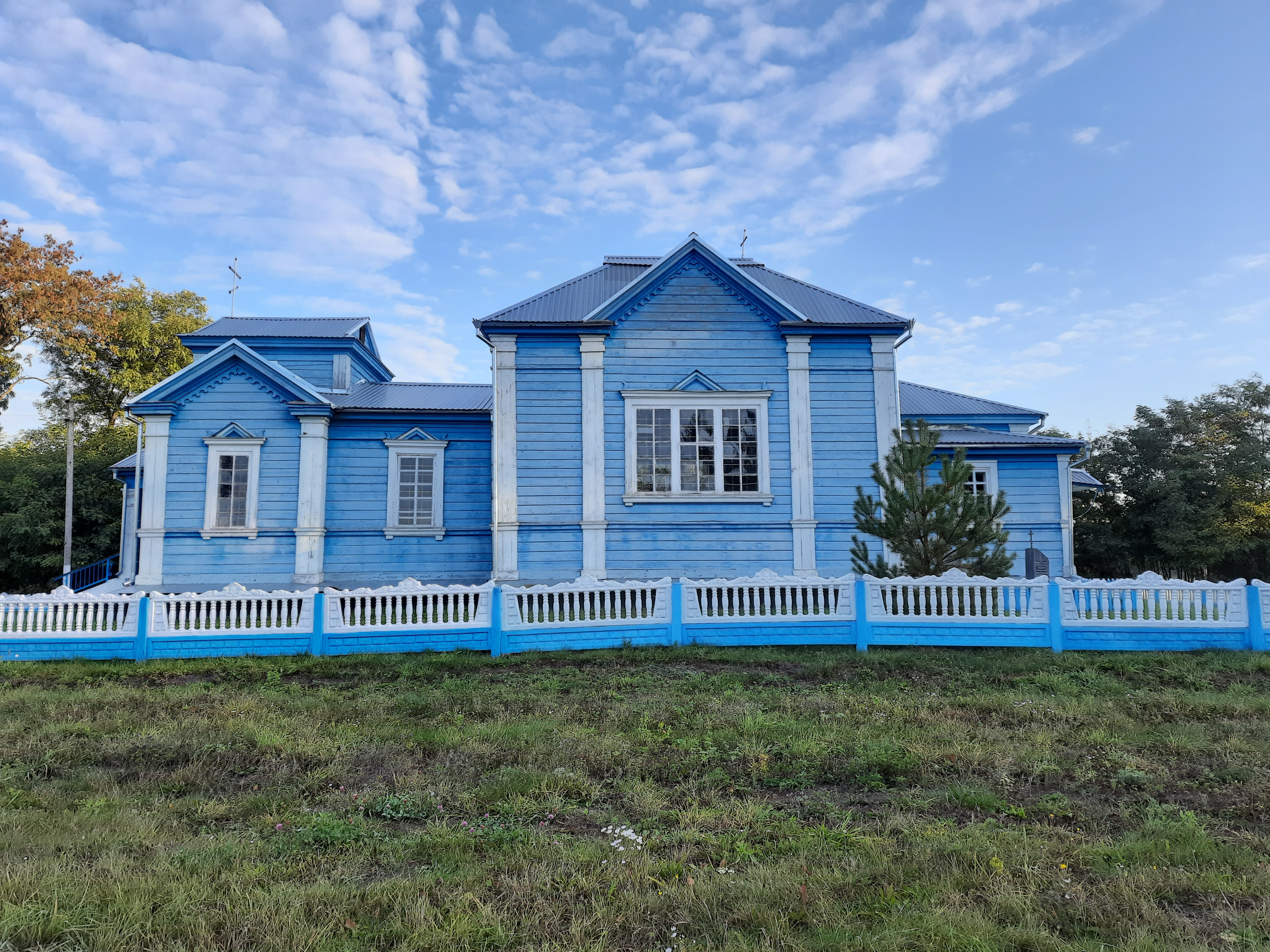
Успенська церква
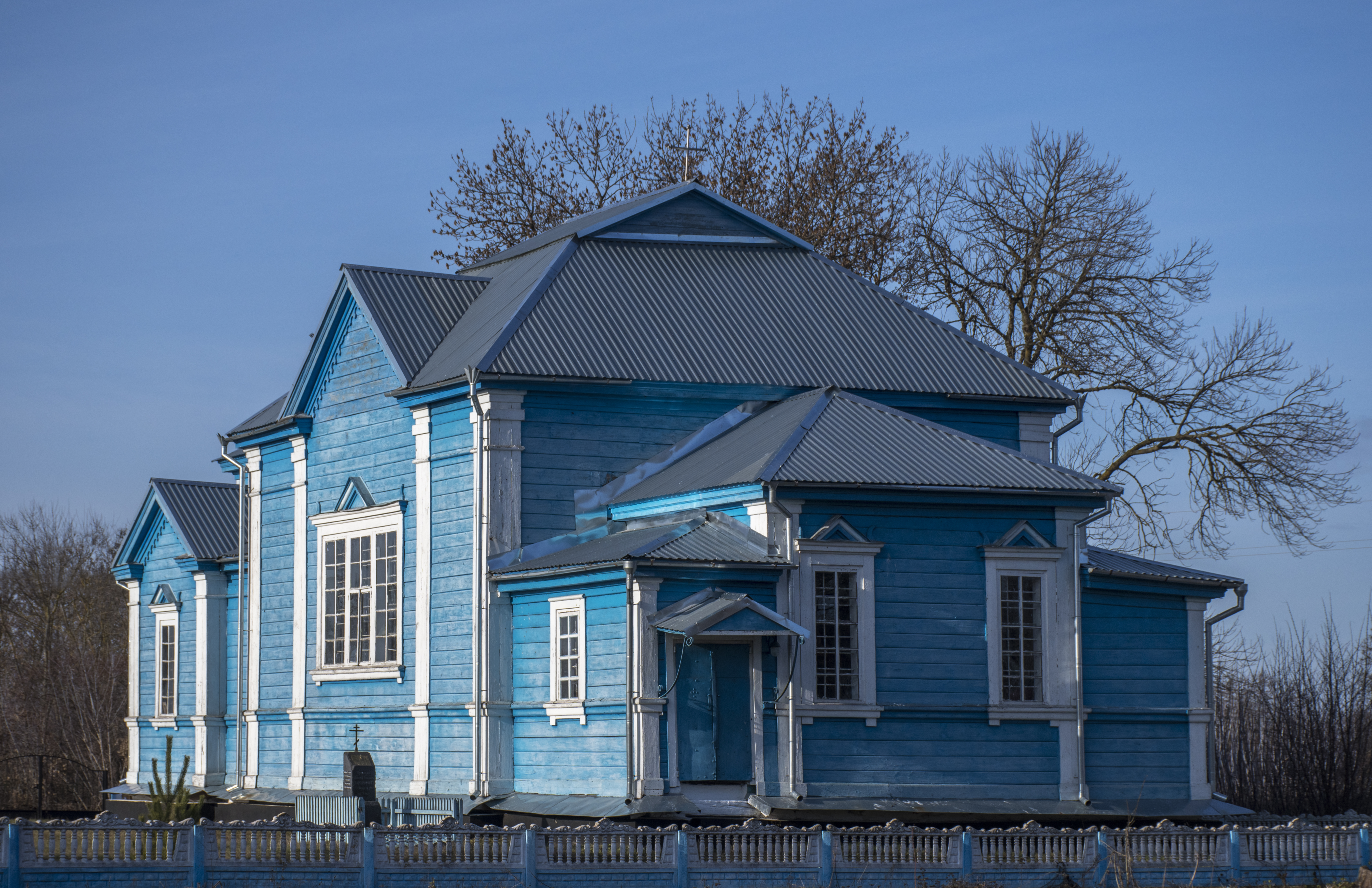
Дерев'яна Успенська церква
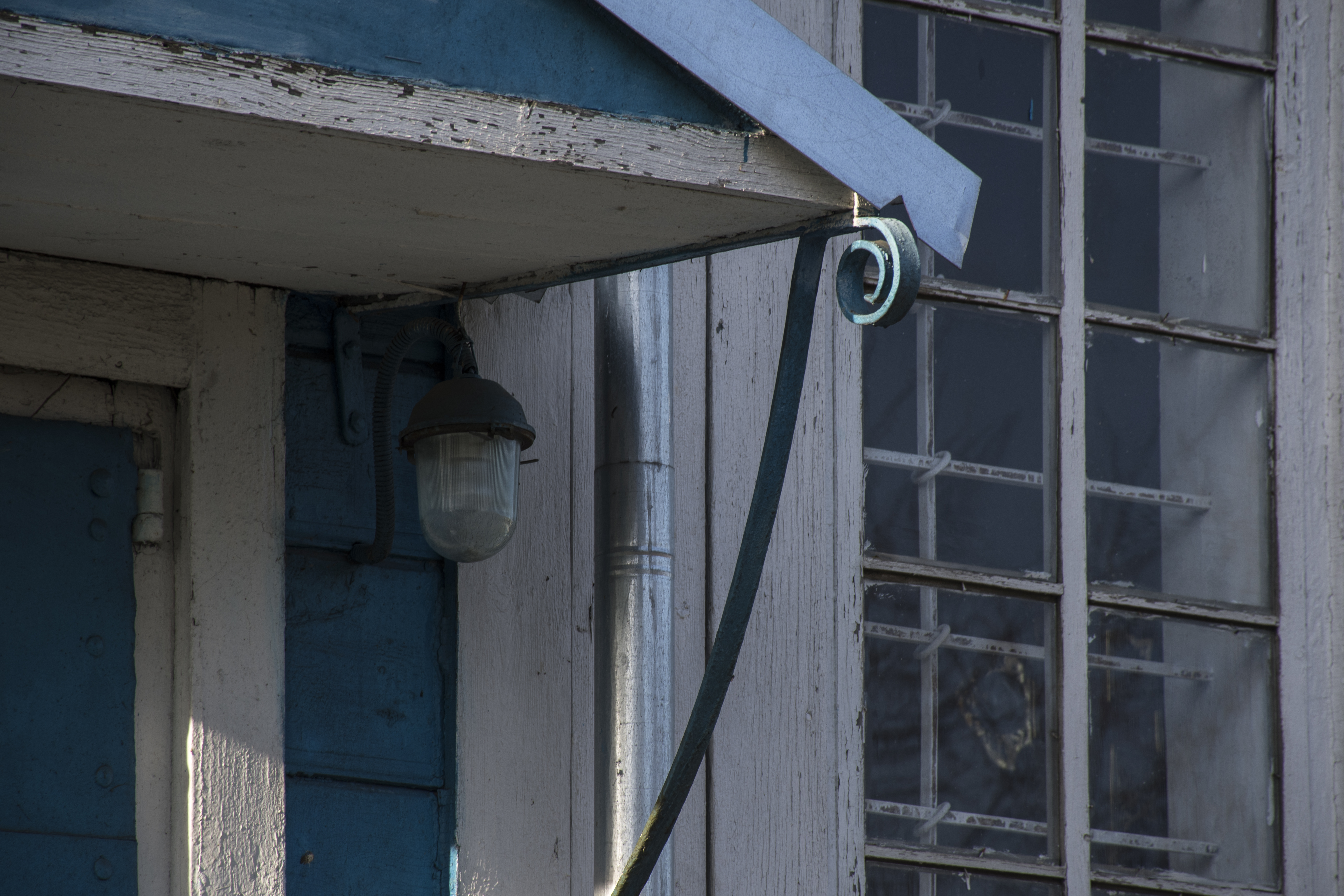
Елементи оздоблення церкви